# Tropidurus semitaeniatus
Tropidurus semitaeniatus — вид ігуаноподібних ящірок родини Tropiduridae. Ендемік Бразилії.

## Поширення і екологія
Tropidurus semitaeniatus поширені на північному сході Бразилії. Вони живуть серед гранітних скель, на висоті понад 1000 м над рівнем моря.